# Аут-ізомер

Аут-ізомер.

Аут-ізомер (англ. out-isomer) — один із ізомерів біциклічних систем з достатньо довгими містками, в якого екзоциклічні хімічні зв'язки біля голови містка або вільні електронні пари спрямовані назовні структури.